# Cameroon Radio Television
La Cameroon Radio Television (CRTV, « Radio-télévision du Cameroun ») est l'organisme public camerounais de radio-télévision.

## Historique
La radiodiffusion commence au Cameroun en 1940, après l'ouverture par le Gouvernement français de la première station radio à Douala, Radio Douala, également connue sous le nom de « l'enfant de la Guerre » et ayant pour premier émetteur un technico-graphie de 150 W. Cette radio était un moyen de propagande de la France libre. Ensuite, un émetteur d'un kilowatt est installé en 1950 dans le souci d'augmenter son efficacité d'audience. Six ans plus tard, cette station passe sous le contrôle de la Société de radiodiffusion de la France d'Outre-mer (SORAFOM), créée pour favoriser la fabrication de programmes par les populations locales. La SORAFOM se chargera d'installer deux émetteurs radio d'un kilowatt d'ondes moyennes et de 4 kW d'ondes courtes à Yaoundé et dans d'autres régions du pays. En  juillet 1955 naît officiellement Radio Cameroun.
D'autres stations de radios publiques seront créées quelques années plus tard : Radio Yaoundé (1955), Radio Garoua (1958). Entre 1959 et 1961, un radio-émetteur mobile fonctionnera à Buéa financée par le Gouvernement nigérian. Le 14 avril 1962, la SORAFOM devient l'Office de Coopération Radiophonique (OCORA) c'est cette structure qui va gérer Radio Cameroun jusqu'en 1963, date de la prise en charge par le Gouvernement Camerounais de la Radiodiffusion, avec son siège à Yaoundé. Cette structure est introduite dans le paysage de l'administration camerounaise comme la Direction de la Radiodiffusion nationale du Cameroun (RNC) au sein du ministère de l'Information et de la Culture. En plus des trois stations existantes au moment de l'Indépendance ; d'autres seront créées notamment Radio Buéa (1961), Radio Bertoua (1978), Radio Bafoussam (1980), Radio Bamenda (1981), Radio Ngaoundéré, Radio Ebolowa et Radio Maroua (1986).
La télévision quant à elle fut initiée en 1974 avec la signature entre le Ministère du Plan et de l’Industrie et EUROPACE, d'un contrat pour étudier la mise en place d'un système d'éducation des masses par l'audiovisuel. Les études techniques de ce projet qui ont débuté le 15 novembre 1974 seront finalisées le 15 mai 1975 avec la rédaction d'un cahier des charges et le lancement le 16 mai 1976 d'un appel d'offres international. En 1982, deux consortiums furent retenus THOMSOM - SODETECH pour la partie équipements et infrastructures d'émission et le consortium SIEMENS-TRT-Fougerole pour les équipements de production, le réseau de transmission par faisceaux hertziens et les bâtiments. Ces consortiums commencent leurs travaux le 25 novembre 1982 pour THOMSOM - SODETECH et le 10 janvier 1983 pour le consortium SIEMENS-TRT-Fougerole. Le décret no 84/262 du 12 mai 1984, crée une cellule de coordination du projet de télévision, placée sous l'autorité du secrétaire général de la présidence de la République. Cette cellule comprenait :
- un comité de coordination ;
- une unité de télévision ;
- quatre unités techniques de contrôle ;
- une cellule de transmission.

Les premières images sont diffusées le 20 mars 1985, à Bamenda, au cours du Congrès de l'Union nationale camerounaise (UNC) qui donne naissance au Rassemblement démocratique du peuple camerounais (RDPC). La première visite du pape Jean-Paul II au Cameroun est également retransmise pendant cette phase expérimentale. La télévision démarre définitivement le lundi 23 décembre 1985 à 18 heures. 
Le 26 avril 1986, par ordonnance no 86/001 est créée l'Office national de télévision (CTV). Le décret no 86/005 du 26 avril 1986 fixe les règles d'organisation et de fonctionnement de la Télévision nationale.
La Direction de la radiodiffusion et la Cameroon Television qui étaient des entités séparées vont fusionner à la faveur des lois nos 87/019 du 17 décembre 1987 fixant le régime de la communication audiovisuelle au Cameroun et no 67/020 du 17 décembre 1987, portant création de l'Office de radiodiffusion-télévision camerounaise (CRTV). Le décret no 88/126 du 25 janvier 1988 formalise l'organisation et fonctionnement de l'Office de radiodiffusion-télévision camerounaise.

## Dirigeants
La CRTV a été dirigée tour à tour par :
- Florent Etoga Eily du 29 janvier 1988 au 26 octobre 1988 ;
- Gervais Mendo Ze du 26 octobre 1988 au 26 janvier 2005 ;
- Amadou Vamoulké du 26 janvier 2005 au 29 juin 2016[1] ;
- Charles Ndongo, Directeur Général depuis le 29 juin 2016. Emmanuel Wongibe est 'Directeur Général Adjoint'[2].

## Activités

### Radio
La CRTV est composée d'une station de radio nationale (CRTV Le Poste national) et de plusieurs stations régionales  :
- CRTV Adamaoua
- CRTV Centre
- CRTV Est
- CRTV Extrême-Nord
- CRTV Littoral
- CRTV Nord
- CRTV Nord-Ouest
- CRTV Ouest
- CRTV Sud
- CRTV Sud-Ouest

Ainsi que de sept stations de proximité :
- CRTV Wave FM
- CRTV Kousseri FM
- CRTV Yagoua FM
- CRTV Yaounde FM94
- CRTV Mount Cameroun FM
- CRTV Suelaba FM
- CRTV Poala FM

### Télévision
En plus de la chaîne publique CRTV, de format généraliste, Cameroon Radio Television opère deux chaînes thématiques : CRTV News créée le 28 janvier 2018 et CRTV Sports & Entertainment dont le lancement s'est effectué le 6 juin 2019.